# Ferrovia Rapida di Saitama
La Ferrovia Rapida di Saitama (埼玉高速鉄道?, Saitama Kōsoku Tetsudō), comunemente abbreviata in SR, è una compagnia ferroviaria giapponese del terzo settore con sede nella città di Saitama che gestisce una linea ferroviaria all'interno e nei dintorni della città di Kawaguchi.
La sua sede è nel quartiere Midori nella città di Saitama, nella prefettura di Saitama. L'azienda accetta la carta PASMO. Il nome della società "Ferrovia ad alta velocità" significa "ferrovia urbana ad alta velocità", non ferrovia ad alta velocità come lo Shinkansen.

## Storia
La società è stata fondata il 25 marzo 1992 con l'obiettivo di costruire e gestire la parte sita nella prefettura di Saitama della Linea 7 della Tokyo Metro.
La linea ferroviaria rapida di Saitama è stata inaugurata il 28 marzo 2001. Allo stesso tempo, è iniziato il servizio diretto con la linea Namboku e la linea Tōkyū Meguro della Corporation (attualmente Tokyo Metro).
Il 18 marzo 2007 è stata introdotta la carta IC PASMO e l'interoperabilità con Suica.
A partire dalla revisione dell'orario del 18 marzo 2023, la linea Sotetsu Shin-Yokohama e la linea Tōkyū Shin-Yokohama hanno iniziato il servizio reciproco diretto. La maggior parte dei servizi diretti provenienti da Urawa-Misono che proseguono sulla linea Sotetsu terminano alla stazione di Shin-Yokohama o alla stazione di Ebina.

## Linee ferroviarie
La compagnia possiede e gestisce la linea ferroviaria rapida di Saitama, una linea in gran parte sotterranea, che estende la linea Namboku a nord.
- Linea ferroviaria rapida di Saitama (埼玉高速鉄道線?): Akabane-Iwabuchi - Urawa-Misono (14,6 km, 8 stazioni)

## Materiale rotabile
La compagnia dispone di una sola serie di treni:

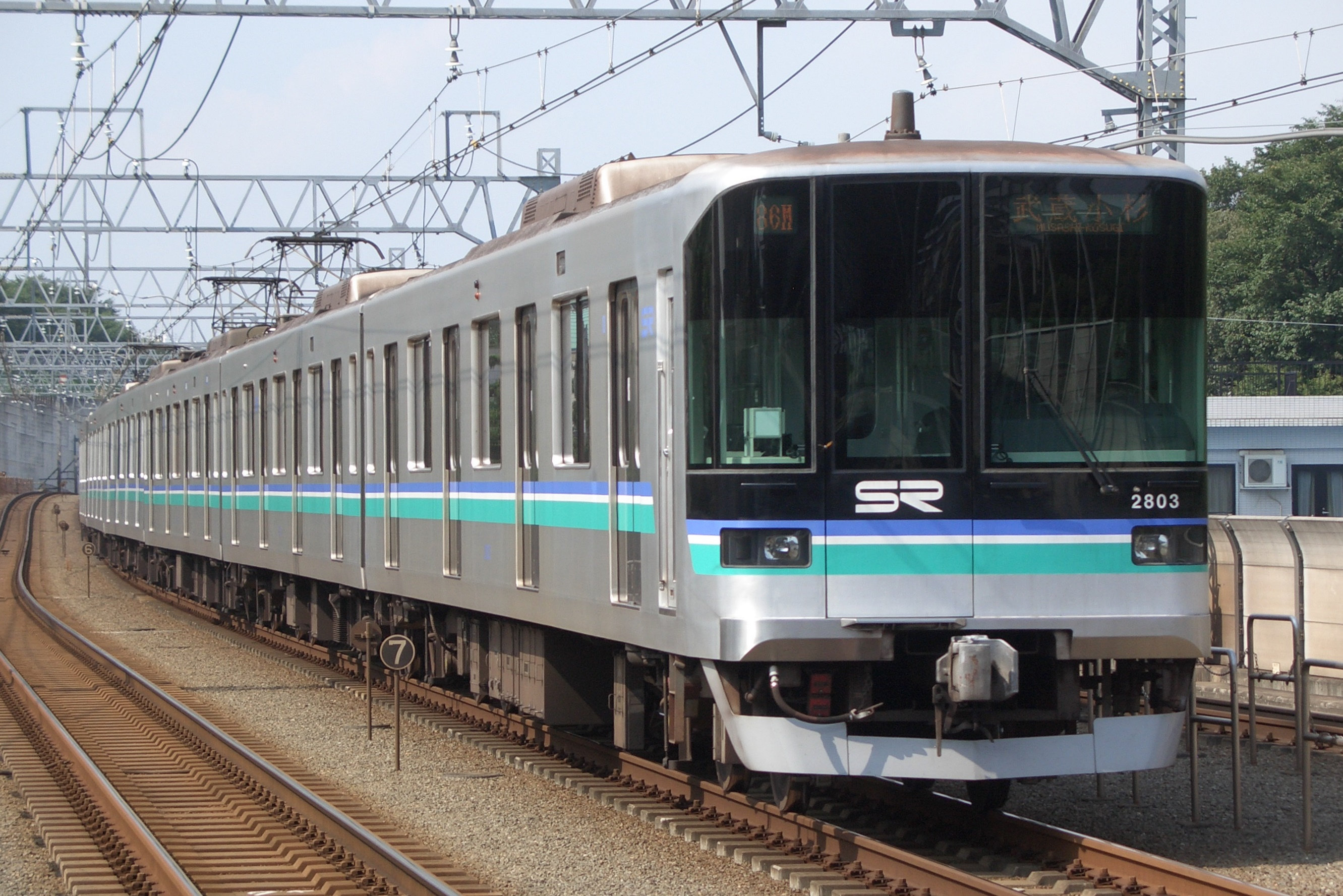
Serie 2000

- Serie 2000